# Єрн Краб
Єрн Краб (дан. Jørn Krab, 3 грудня 1945) — данський академічний веслувальник.
Бронзовий призер Олімпійських Ігор 1968 року в складі розпашної двійки зі стерновим.